# Меморијална зона Корчаница
|  | Овај чланак је део чланка о Споменицима посвећеним Народноослободилачкој борби 1941—1945. |

Меморијална зона „Корчаница“ на планини Грмеч је спомен-подручје које обухвата неколико објеката који су сведоци Народноослободилачке борбе овога краја.

## Општи подаци
Подручје се налази на 32 км од Санског Моста, на планини Грмеч. После Другог светског рата, подручје је хортикултурно уређено, био је саграђен спомен-обелиск, чесма и две гробнице у којима су сахрањени посмртни остаци 316 палих бораца НОВЈ. Крајем 1970-их, на месту спомен-обелиска изграђен је монументални споменик „Револуције“.
Комплекс је изграђен у шумском подручју где је током 1942. и 1943. године деловала вероватно највећа партизанска болница на читавој ослобођеној територији. Бројала је 19 објеката који су заузимали површину од 2732 m².
Од 1990-их, подручје је запуштено и страдало у ратним операцијама.